# Myrna Loy
Myrna Adele Williams (ur. 2 sierpnia 1905 w Radersburgu, zm. 14 grudnia 1993 w Nowym Jorku) – amerykańska aktorka, nagrodzona w 1991 roku Oscarem za całokształt twórczości.
Córka Adelle Mae (z d. Johnson) i Davida Franklina Williamsa. Rodzina jej ojca pochodziła z Walii, a jej matki – ze Szkocji i Szwecji. Myrna Loy uczęszczała do Venice High School w Los Angeles. Jako uczennica pozowała do rzeźby, która do dziś stoi przed budynkiem szkoły.

## Filmografia
- 1925: Rewia piękności jako dziewczyna Ziegfelda (niewymieniona w czołówce)
- 1925: Ben-Hur jako niewolnica (niewymieniona w czołówce)
- 1926: Don Juan jako Mai, dama dworu
- 1927: Śpiewak jazzbandu jako chórzystka (niewymieniona w czołówce)
- 1928: Arka Noego jako tancerka
- 1931: Ciało i dusza jako Alice Lester
- 1931: Transatlantyk jako Kay Graham
- 1932: Kochaj mnie dziś jako hrabina Valentine
- 1932: Trzynaście kobiet jako Ursula Georgi
- 1933: The Prizefighter and the Lady jako Belle
- 1933: Kiedy kobiety się spotykają jako Mary Howard
- 1933: Nocny lot jako żona brazylijskiego pilota
- 1934: Ludzie w bieli jako Laura Hudson
- 1934: Wielki gracz jako Eleanor Packer
- 1934: W pogoni za cieniem jako Nora Charles
- 1936: Żona czy sekretarka jako Linda Stanhope
- 1936: Romantyczna pułapka jako Connie Allenbury
- 1936: Wielki Ziegfeld jako Billie Burke
- 1938: Brawura jako Ann Barton
- 1946: Najlepsze lata naszego życia jako Milly Stephenson
- 1948: Marzenia o domu – wymarzone domy jako Muriel Blandings
- 1960: Mroczne koronki jako ciocia Bea Vorman
- 1974: Port lotniczy 1975 jako pani Devaney

## Galeria

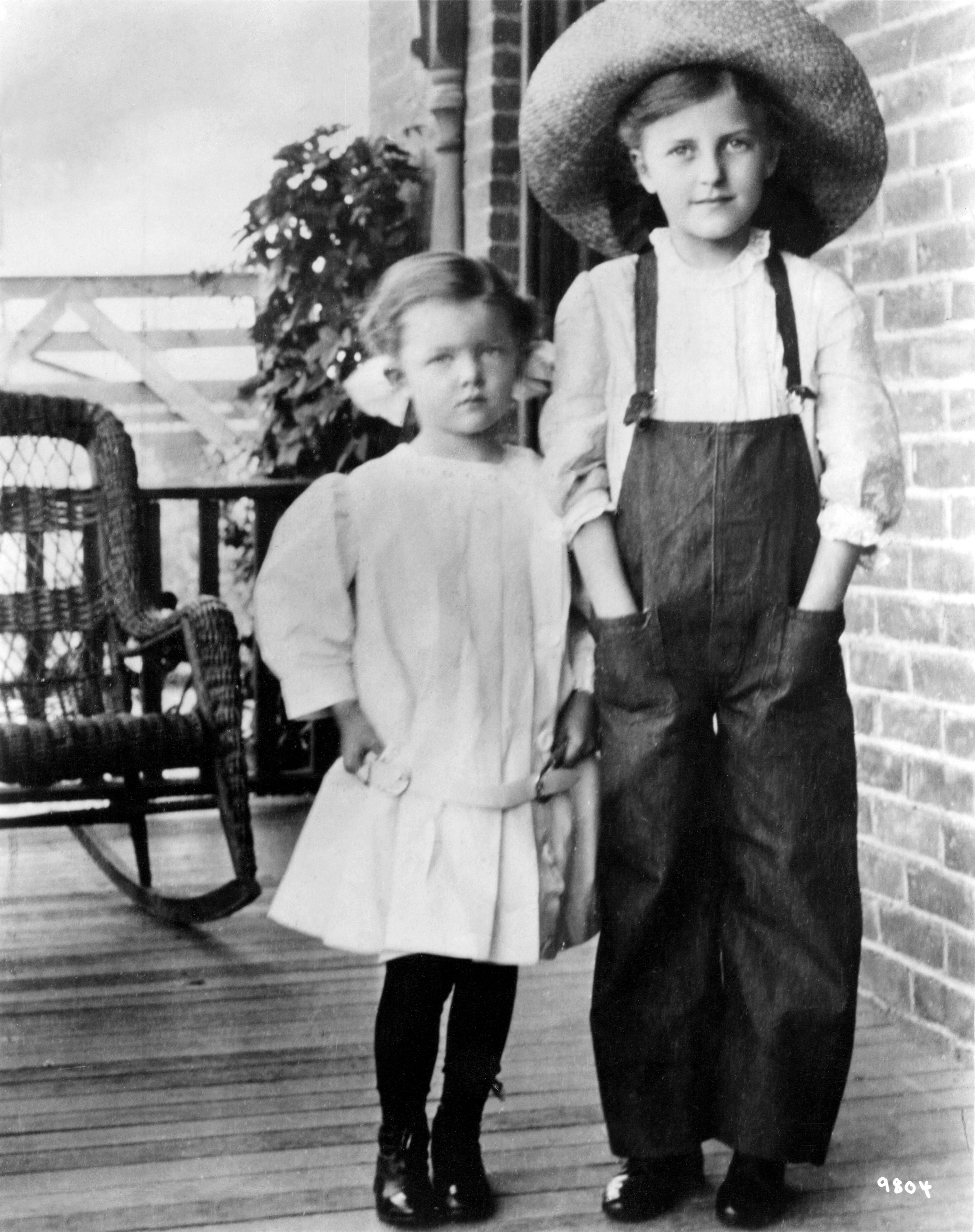
Myrna (po lewej) w wieku 6 lat
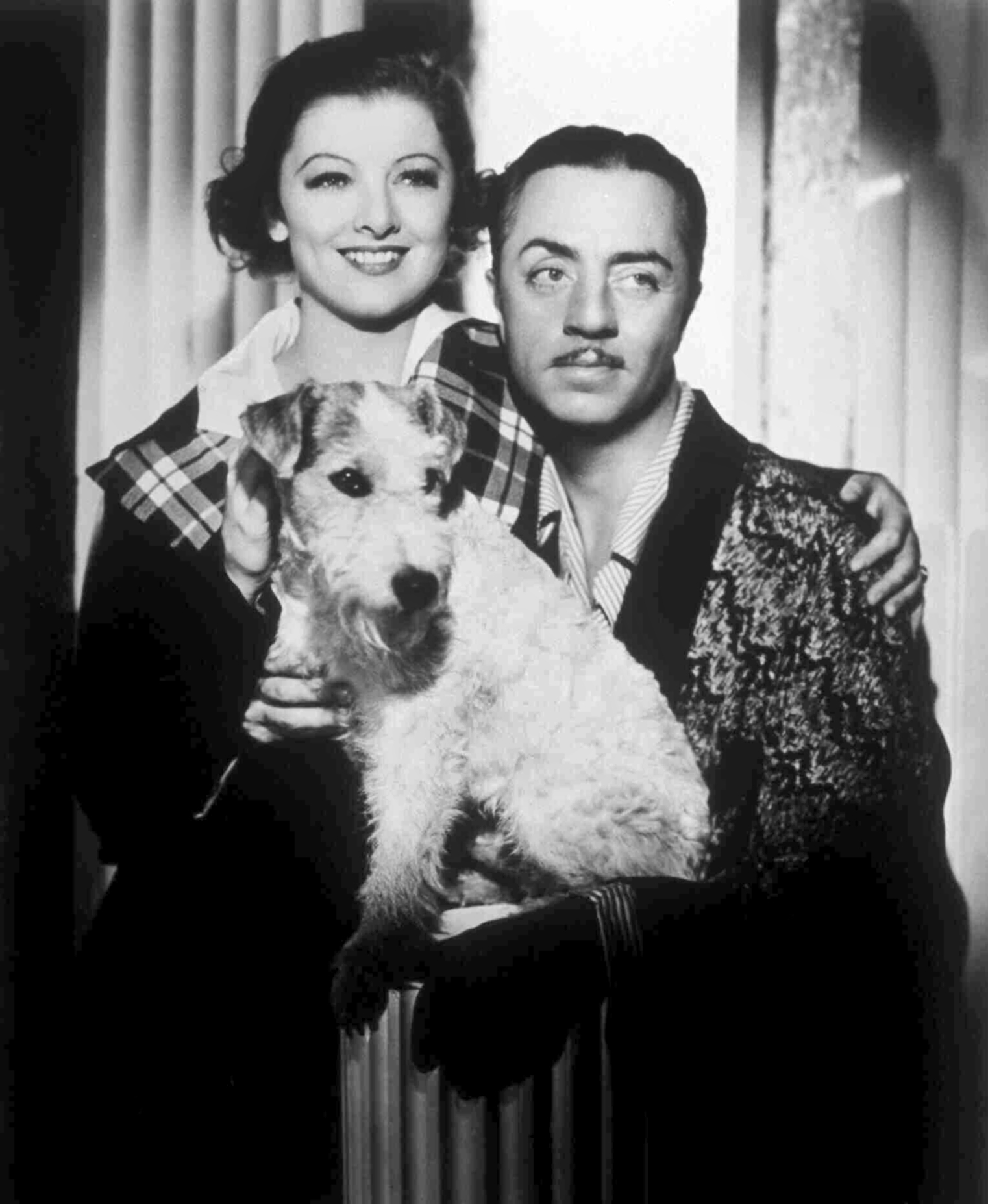
W filmie W pogoni za cieniem (1934)
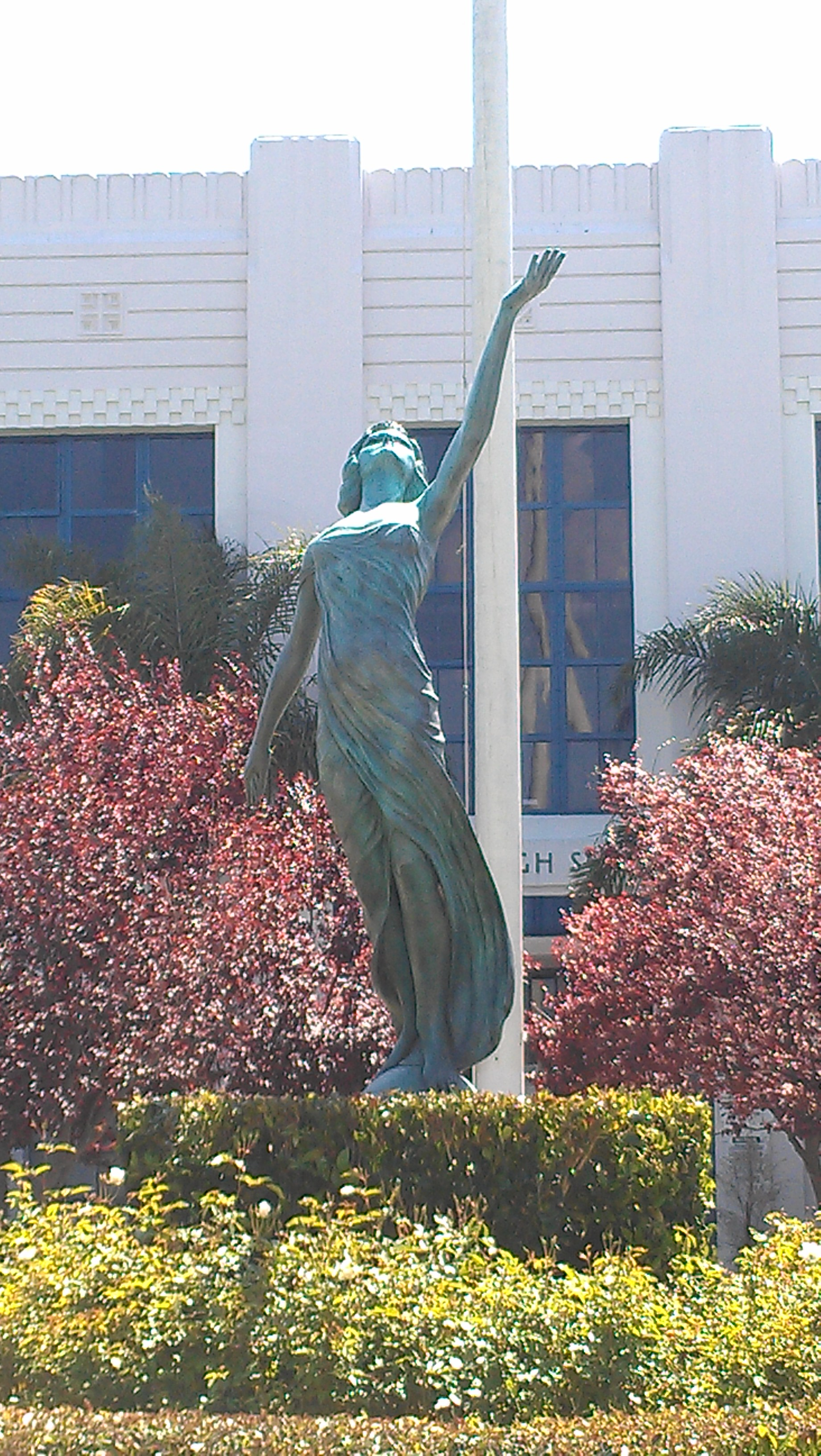
Rzeźba przed Venice High School w Los Angeles
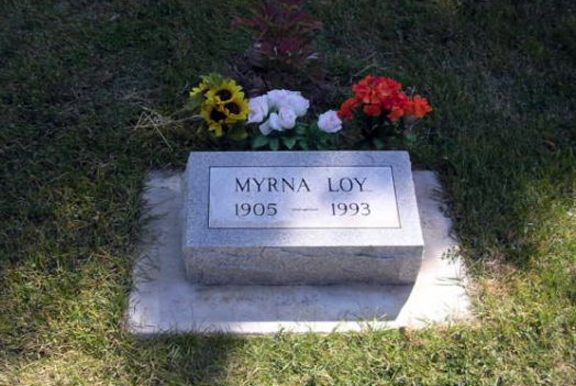
Grób Myrny na cmentarzu w Helena